# 2MASS J06154934-0100415
2MASS J06154934-0100415 ist ein 100 Lichtjahre von der Erde entfernter Brauner Zwerg im Sternbild Orion. Er wurde 2008 von Ngoc Phan-Bao et al. entdeckt. Er gehört der Spektralklasse L2,5 an. Seine Position verschiebt sich aufgrund seiner Eigenbewegung jährlich um 0,238 Bogensekunden.